# タイワンダイ属
タイワンダイ属 (学名: Argyrops) は、タイ科の下位分類群の1つ。インド洋と西太平洋に分布する。

## 分類と名称
1839年にイギリスの動物学者であるウィリアム・スウェインソンによって Chrysophrys (現在はマダイ属のシノニム)の亜属として記載され、その唯一の種は Sparus spinifer であった。S. spinifer は、1775年にペテル・フォルスコールによって記載され、タイプ産地はジッダであった。ヘダイ亜科に分類されることもあるが、『Fishes of the World』第5版ではタイ科に亜科を認めていない。従来スズキ目に分類されていたが、『Fishes of the World』第5版では、タイ目に分類されている。属名は「argyros (銀)」と「ops (顔)」を組み合わせたもので、タイプ種の銀色の下顎に由来する。

## 下位分類
以下の種が分類されている。
- Argyrops bleekeri Oshima, 1927 タイワンダイ (Taiwan tai)
- Argyrops caeruleops Iwatsuki & Heemstra, 2018 (Bluesnout soldierbream)
- Argyrops filamentosus (Valenciennes, 1830) (Soldierbream)
- Argyrops flavops Iwatsuki & Heemstra, 2018 (Yellow-snout soldierbream)
- Argyrops megalommatus (Klunzinger, 1870) (Red Sea soldierbream)
- Argyrops notialis Iwatsuki & Heemstra, 2018 (Australian soldierbream)
- Argyrops spinifer (Forsskål, 1775) インドダイ (King soldierbream)

## 分布と生息地
紅海、東アフリカからオーストラリアまでのインド洋に分布し、西太平洋にはタイワンダイ1種のみが分布している。

## 形態
頭部は大きく、吻は短い。背鰭は第1、2棘が短く、第3棘は長く、場合によっては第4 - 7棘が糸状に伸びる。前歯は円錐形で、顎には小さな臼歯のような歯が2 - 3列並ぶ。目の間の領域は鱗状。前鰓蓋後部には鱗が無い。体色は赤みがかった種が多い。最大種はインドダイで、最大全長は80 cmであり、最小種は A. megalommatus で、最大全長は20.7 cm。